# 스케어크로 (마블 코믹스)
스케어크로(영어: Scarecrow)는 마블 코믹스의 슈퍼빌런 캐릭터로, 본명은 에비니저 로턴(Ebenezer Laughto)이다. 주로 고스트 라이더의 악당으로 등장하며, 서커스 단원 출신으로서 탁월한 곡예술을 구사하며 공포 유발 페로몬 발산 능력을 가지고 있다. 1964년 3월 《서스펜스 이야기》 51호에 처음 등장했고, 스탠 리와 돈 헥이 공동 창작하였다.

## 담당 성우

### 비디오 게임
- 고스트 라이더(2007) - 데이브 위튼버그